# Список зарубежных поездок президента Порошенко
Список зарубежных визитов Петра Порошенко, 5-го Президента Украины.

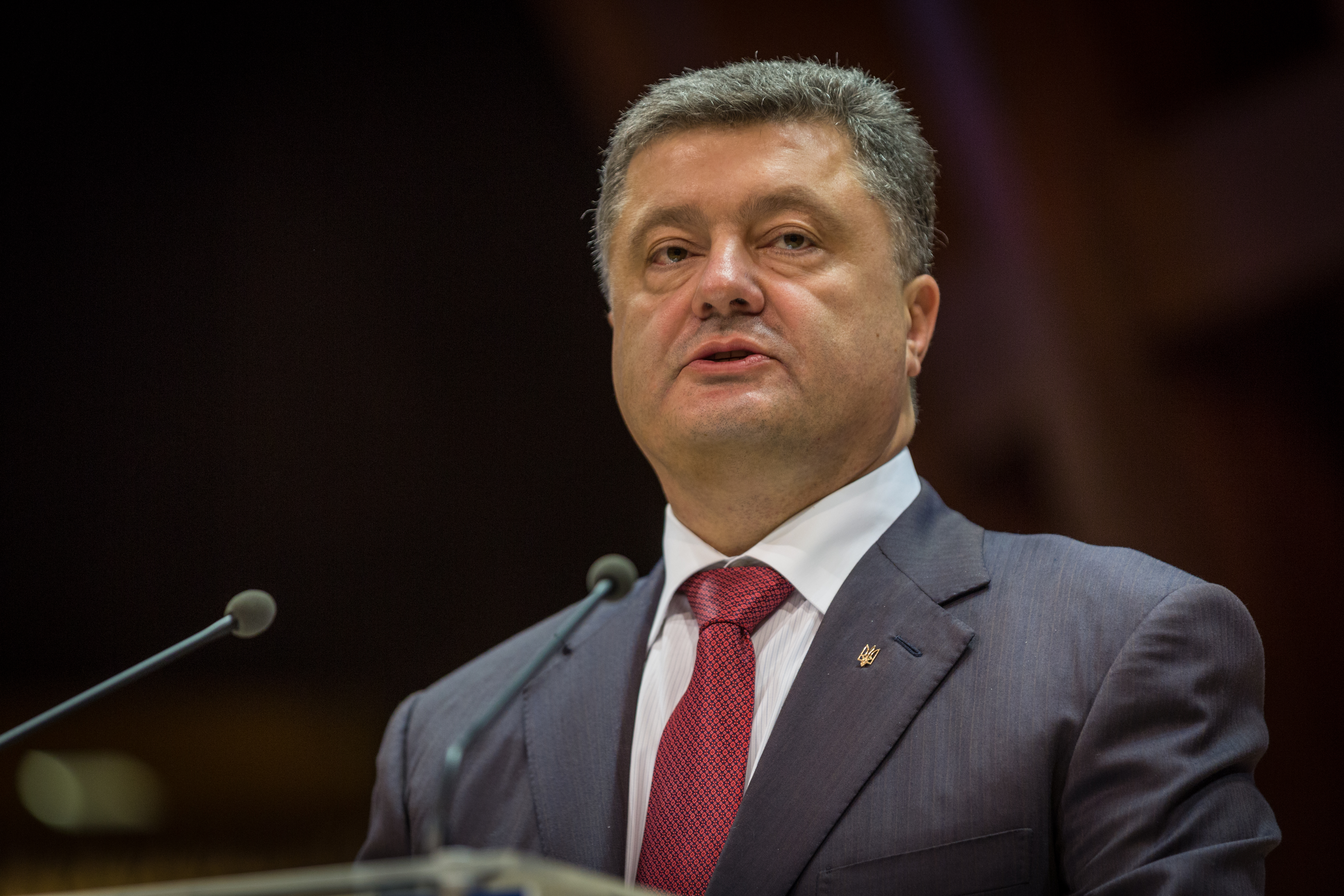
Петр Порошенко в Страсбурге

Карта поездок

| Страна            | Число поездок |
| ----------------- | ------------- |
| Австралия         | 1             |
| Белоруссия        | 2             |
| Бельгия           | 4             |
| Великобритания    | 1             |
| Германия          | 6             |
| Израиль           | 1             |
| Италия            | 1             |
| Канада            | 1             |
| Латвия            | 2             |
| Молдавия          | 1             |
| ОАЭ               | 1             |
| Польша            | 4             |
| Саудовская Аравия | 1             |
| Сингапур          | 1             |
| Словакия          | 1             |
| США               | 4             |
| Турция            | 1             |
| Франция           | 4             |
| Швейцария         | 3             |

## 2014 год
- 26 июня. Первый зарубежный визит после в вступления в должность главы государства. Порошенко выступил перед Парламентской Ассамблеей Совета Европы в Страсбурге, Франция[1].
- Брюссель, 27 июня[2]. Торжественное подписание экономической части Соглашения об ассоциации между Украиной и ЕС.
- Минск, 26 августа. Консультации на высшем уровне в трехстороннем формате ЕС — Украина — «Евразийская тройка»[3].
- Брюссель, 30 августа[4]. Президент провел встречу с президентом Европейской Комиссии Жозе Мануэлем Баррозу, президентом Европейского Совета Херманом Ван Ромпеем, принял участие в Саммите Европейской народной партии и выступил на чрезвычайном заседании Европейского Совета.
- Ньюпорт, Кардифф, 4-5 сентября. Саммит НАТО в Ньюпорте[5].
- Оттава, 16-17 сентября[6]. Президент принял участие в совместном заседании Сената и Палаты общин Парламента Канады, провел встречи с Премьер-министром Канады Стивеном Харпером и Генерал-губернатором Канады Дэвидом Джонстоном.
- Вашингтон, 17-18 сентября. Президент провел двусторонние встречи с Президентом Соединённых Штатов Америки Бараком Обамой, вице-президентом США Джозефом Байденом, спикером Палаты представителей Джоном Бейнером, Государственным секретарем США Джоном Керри, выступил с речью во время совместного заседания обеих палат Конгресса США, получил награду Global Citizen Award неправительственной организации Атлантический Совет США[7].
- Милан, 16-17 октября. Саммит АСЕМ[8][9].
- Братислава, 16 ноября. Участие в заседании «Вышеградской четверки», чествование 25-й годовщины Бархатной революции. Президент Петр Порошенко принял участие в многосторонней встрече с Президентом Словакии Андреем Киской, Президентом Венгрии Янош Адер, Президентом Польши Брониславом Коморовским и Президентом Чехии Милош Земан[10].
- Кишинёв, Бельцы, 20 ноября[11]. Совместный визит с Президентом Польши Брониславом Коморовским.
- Сингапур, 9 декабря. Президент Пётр Порошенко провёл встречи с Президентом Сингапура Тони Таном Кенг Йамом, Премьер-министром Сингапура Ли Сиена Луном[12][13].
- Сидней, Мельбурн, Канберра. 10-12 декабря. Президент Пётр Порошенко провел встречи с Премьер-министром Австралии Тони Эбботтом и Генерал-губернатором Австралии Питером Косгроувом, выступил с лекцией в Институте международной политики Lowy, посетил Австралийский военный мемориал и Национальный мемориал памяти жертв голода на Украине 1932—1933 годов в Канберре[12][13].
- Варшава, Люблин. 17-18 декабря. Президент Пётр Порошенко провел встречи с Президентом Польши Брониславом Коморовским, Маршалком Сената Польши Богданом Борусевичем, Маршалком Сейма Польши Радославом Сикорским, председателем Совета Министров Польши Евой Копач, выступление на совместном заседании Сейма и Сената Республики Польша[14][15].

## 2015 год

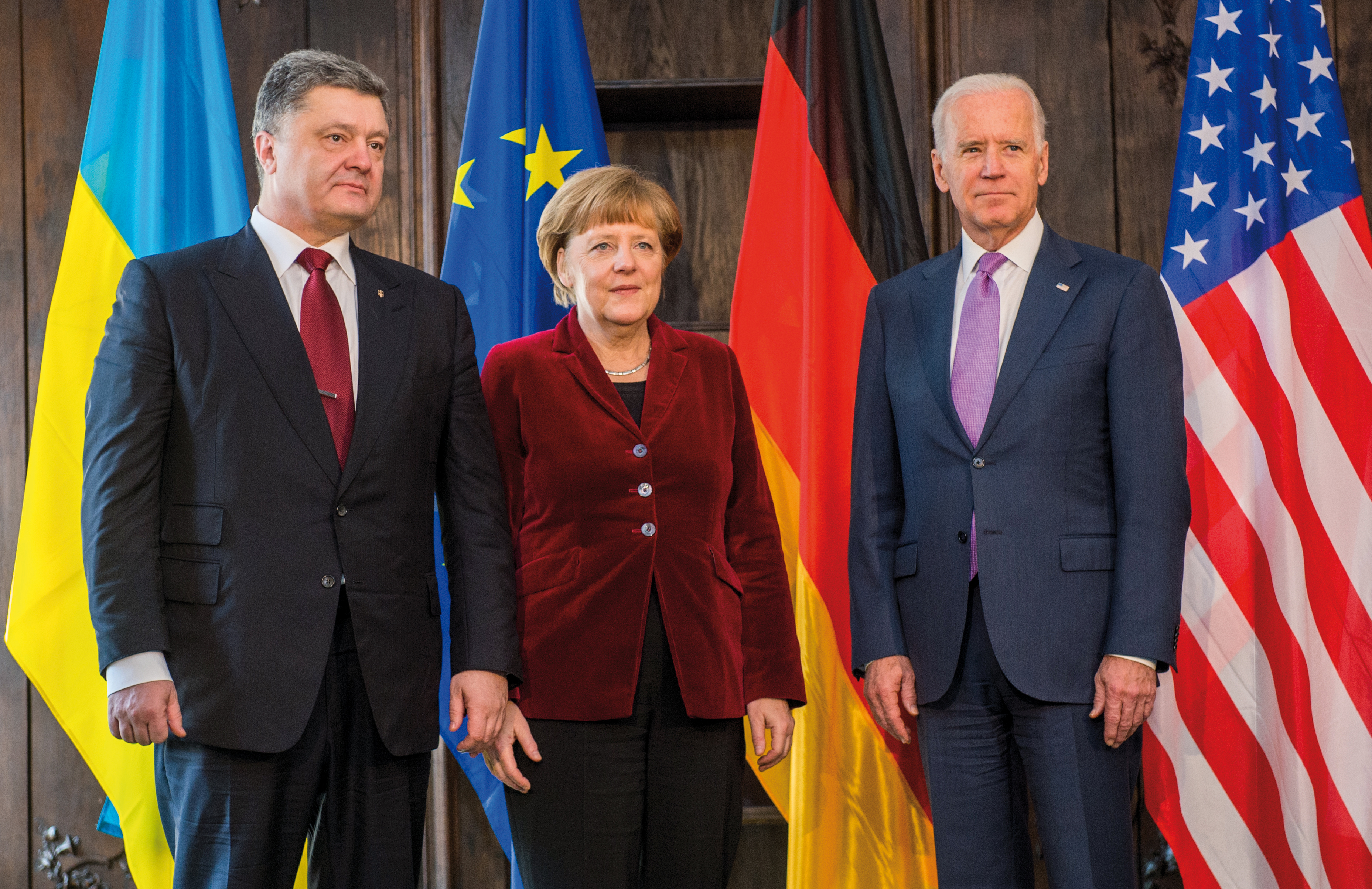
51 Конференция по безопасности в Мюнхене 2015: Пётр Порошенко (Президент, Украина), д-р Ангела Меркель (канцлер ФРГ), Джозеф Байден (вице-президент США)

- Париж, 11-12 января. Марш Республики[16].
- Цюрих, Давос. 19-21 января. Всемирный экономический форум[17].
- Эр-Рияд, 24 января. Похороны Абдалла ибн Абдул-Азиз Аль Сауда[18].
- Освенцим, Краков. 27 января. 70-с годовщина освобождения концлагеря Аушвиц-Биркенау[19].
- Мюнхен, 7 февраля. Мюнхенская конференция по безопасности[20][21].
- Минск, 11-12 февраля. Второе минское соглашение[22].
- Брюссель, 12 февраля. Президент Петр Порошенко принял участие в заседании Европейского Совета по приглашению его Президента Дональда Туска, провел встречи с Президентом Еврокомиссии Жан-Клодом Юнкером, премьер-министром Великобритании Дэвидом Камероном[23][24].
- Абу-Даби, 23-24 февраля. International Defence Exhibition, встреча с Премьер-министром ОАЭ Мохаммедом ибн Рашид аль-Мактумом[25].
- Дрезден, Берлин 15-16 марта. Рабочий визит в Германию. Посещение в Дрездене раненого бойца АТО, который проходит там лечение и встреча с украинской диаспорой. Встречи с Федеральным президентом Германии Иоахимом Гауком, Федеральным канцлером Ангелой Меркель и председателем Бундестага Норбертом Ламмертом[26].
- Женева, Лозанна, 21 апреля. Встречи с Президентом Международного комитета Красного Креста Петером Маурером[27] и президентом Международного олимпийского комитета Томасом Бахом[28].
- Париж, 22 апреля. Официальный визит во Францию. Встречи с Президентом Франции Франсуа Олландом[29], Председателем Национального Собрания Франции Клодом Бартолоном[30] и Председателем Сената Французской Республики Жераром Ларше[31]. Выступление на заседании Совета ОЭСР и подписание Плана по реализации Меморандума о взаимопонимании по усилению сотрудничества между Правительством Украины и ОЭСР[32]. Встреча с украинской диаспорой во Франции[33].
- Гданьск 7-8 мая. Рабочий визит в Польшу. Во время рабочего визита провёл встречу с Президентом Польши Брониславом Коморовским и Генеральным секретарем ООН Пан Ги Муном[34]. Выступил на панельной дискуссии «Последствия Второй мировой войны через 70 лет», в которой также приняли участие Генеральный Секретарь ООН Пан Ги Мун, Президент Европейского Совета Дональд Туск, президенты и представители правительств 14 европейских государств[35]. Отдал дань памяти погибшим работникам судостроительного завода в Гданьске[36]. 8 мая принял участие в церемонии почтения памяти погибших во Второй мировой войне на мемориальном комплексе «Памятник „Героям Вестерплатте“»[37].
- Ахен, Берлин, 13-14 мая. Провёл встречу с председателем Евросовета Дональдом Туском[38][39].
- Рига 21-22 мая. Участие в саммите Восточного партнерства[40].
- Берлин 24 августа. Рабочий визит. Провёл встречу с федеральным Президентом Германии Йоахимом Гауком. Состоялась многосторонняя встреча с участием канцлера Германии Ангелы Меркель и президента Франции Франсуа Олланда[41].
- Брюссель. 27 августа. Рабочий визит. Встреча в доме Европейской Комиссии с Президентом Европейской Комиссии Жан-Клодом Юнкером[42]. Состоялись встречи с Верховным представителем Европейского Союза по иностранным делам и политике безопасности Федерикой Могерини[43], с главой Европейского Совета Дональдом Туском[44].
- Нью-Йорк 26-29 сентября. 27 сентября выступил на открытии пленарного заседания 11-й ежегодной встречи Глобальной инициативы Клинтона (CGI)[45] и на Саммите ООН по устойчивому развитию[46]. Провёл переговоры с премьер-министром Великобритании Д. Кэмероном[47] и канцлером ФРГ А. Меркель[48]. Имел краткую беседу с президентом Франции Ф. Олландом[49]. 28 сентября возложил венок на мемориале памяти жертвам теракта 11 сентября 2001 года[50]. Принял участие в заседании Генеральной ассмблеи ООН[51].
- Париж 2 октября. Встреча на высшем уровне в нормандском формате[52][53].
- Нур-Султан 8—9 октября. Встреча с президентом Казахстана Нурсултаном Назарбаевым и премьер-министром Каримом Масиновым, участие в бизнес-форуме «Казахстан — Украина»[54]
- Ашхабад 28—29 октября Петр Порошенко встретился с Гурбангулы Бердымухамедовым[55][56]
- Рим 18—20 ноября Встреча с Президентом Италии Серджио Маттареллой, Председателем Совета министров Маттео Ренци и членами украинской диаспоры[57].
- Ватикан 20 ноября Аудиенция с Папой Римским Франциском[58].
- Гаага, Лейден 26—27 ноября Встреча с Королем Нидерландов Виллемом-Александром и Премьер-министром Марком Рютте. Выступление в Лейденском университете[59][60]
- Ле-Бурже, Париж 29—30 ноября Пётр Порошенко выступил с речью на Конференции ООН по климату и встретился рядом мировых лидеров[61]
- Вильнюс 2 декабря Пётр Порошенко встретился с Президентом Литвы Далей Грибаускайте и принял участие в 8-м заседании Совета президентов Украины и Литвы и в украинско-литовском экономическом форуме[62].
- Брюссель 16—17 декабря Пётр Порошенко встретился с Генеральным секретарем НАТО Йенсом Столтенбергом, Председателем Европейского совета Дональдом Туском и Председателем Еврокомиссии Жан-Клодом Юнкером
- Иерусалим, Рамат-Ган 22—23 декабря Пётр Порошенко встретился с Президентом Израиля Реувеном Ривлином и Премьер-министром Израиля Биньямином Нетаньяху, а также выступил в Кнессете[63][64]

### Отменённый визит
Варшава 27 мая Было запланировано посещение Финала Лиги Европы УЕФА, а также встреча с новоизбранным президентом Анджеем Дудой. Визит был отменён по неизвестным причинам

## 2017 год
- Рига — 4 апреля — Рабочий визит в Латвию
- Берлин — 21 мая — Рабочий визит в Германию. Переговоры с канцлером Германии Ангелом Меркель
- Вашингтон — 20-21 июня — Рабочий визит в США, переговоры с президентом США Дональдом Трампом

## 2019 год
- Стамбул - 5 января - Рабочий визит в Турцию
- Иерусалим - 21 января - Официальный визит в Израиль
- Давос - 23 января - Участие в Всемирном Экономическом Форуме
- Мюнхен - 15 февраля - Участие в Мюнхенской конференции по безопасности
- Нью-Йорк - 20 февраля - Рабочий визит в США
- Варшава - 22 февраля - Рабочий визит в Польшу